# Кременецька центральна районна клінічна лікарня
Кременецька центральна районна лікарня — лікувальний заклад у м. Кременці Тернопільської області України.

## Короткий опис
У Кременецькій центральній районній комунальній лікарні функціонує 301 ліжко для лікування пацієнтів, поліклініка на 600 відвідувань щозміни.
У 29 відділеннях та підрозділах працює 680 працівників, з яких 2 кандидати медичних наук, 127 лікарів, 293 середніх медпрацівників, 143 молодших та 117 інших працівників.
Щорічно в стаціонарних відділеннях обстежується і лікується близько 10000 пацієнтів, стаціонарно прооперовано 2400 хворих, амбулаторно проводиться 2800 операцій, у пологовому відділенні народжується близько 600 дітей, швидкою допомогою обслуговується 14 тисяч викликів, у поліклініці проводиться 350 тисяч відвідувань.
Кременецька ЦРКЛ є практичною базою для студентів Кременецького медичного училища імені Арсена Річинського.

## Керівництво
- Григорій Костянтинович Козаков — головний лікар,
- Павло Васильович Кісіль — заступник головного лікаря з лікувальної роботи,
- Алла В'ячеславівна Васюрина — заступник головного лікаря з експертизи.

Колишні заступники
- Віталій Іванович Корнійчук — заступник головного лікаря з медичного обслуговування населення,
- Галина Ярославівна Старик — заступник головного лікаря з охорони материнства та дитинства,
- Оксана Олексіївна Лясевич — заступник головного лікаря з експертизи.

## Персонал

### Лікарі
- Олексій Панасюк — анестезіолог у 1965—1968,[1]
- Іван Фальфушинський (нар. 1940) — лікар-хірург вищої категорії, науковець, громадський діяч.
- Олександр Темченко — завідувач пологовим будинком лікарні в 1984—1989[2]
- Іван Кравець — лікар-хірург вищої категорії, заслужений лікар України